# President's Cup 1976
De President's Cup 1976 (officiële naam President Park's Cup Football Tournament) was de 6e editie van de President's Cup, later Korea Cup genoemd. Het toernooi werd gehouden van 11 tot en met 25 september 1976 Aan het toernooi deden 10 landen mee. Zuid-Korea en de staat São Paulo onder 23 werden kampioen, de finale eindigde in 0–0. Het B-elftal van Zuid-Korea werd derde.

## Groepsfase

### Groep 1
| Pos | Land                    | Wed | Win | Gel | Ver | DV | DT | +/− | Pnt |
| --- | ----------------------- | --- | --- | --- | --- | -- | -- | --- | --- |
| 1   | São Paulo (staat) (–23) | 4   | 3   | 1   | 0   | 9  | 1  | +8  | 7   |
| 2   | Zuid-Korea              | 4   | 2   | 2   | 0   | 16 | 5  | +11 | 6   |
| 3   | Maleisië                | 4   | 2   | 1   | 1   | 12 | 7  | +5  | 5   |
| 4   | Singapore               | 4   | 1   | 0   | 3   | 3  | 16 | –13 | 2   |
| 5   | India                   | 4   | 0   | 0   | 4   | 1  | 12 | –11 | 0   |

### Groep 2
| Pos | Land                  | Wed | Win | Gel | Ver | DV | DT | +/− | Pnt |
| --- | --------------------- | --- | --- | --- | --- | -- | -- | --- | --- |
| 1   | Nieuw-Zeeland         | 4   | 3   | 1   | 0   | 6  | 1  | +5  | 7   |
| 2   | Zuid-Korea (B-elftal) | 4   | 2   | 1   | 1   | 4  | 2  | +2  | 5   |
| 3   | Birma                 | 4   | 2   | 0   | 2   | 4  | 3  | +1  | 4   |
| 4   | Thailand              | 4   | 0   | 2   | 2   | 3  | 7  | –4  | 2   |
| 5   | Warna Agung           | 4   | 0   | 2   | 2   | 1  | 5  | –4  | 2   |

## Knock-outfase
|  | Halve finale          | Halve finale    |   |                       | Finale        | Finale |
|  |                       |                 |   |                       |               |        |
|  | 23 september          |                 |   |                       |               |        |
|  | Nieuw-Zeeland         | 0               |   |                       |               |        |
|  | Zuid-Korea            | 2               |   |                       |               |        |
|  |                       |                 |   |                       |               |        |
|  |                       |                 |   |                       | 25 september  |        |
|  |                       |                 |   |                       | Zuid-Korea    | 0      |
|  |                       | São Paulo (–23) | 0 |                       |               |        |
|  |                       |                 |   |                       |               |        |
|  |                       |                 |   |                       | Derde plaats  |        |
|  | 23 september          | 23 september    |   | 25 september          | 25 september  |        |
|  | São Paulo (–23)       | 3               |   | Zuid-Korea (B-elftal) | 1             |        |
|  | Zuid-Korea (B-elftal) | 0               |   |                       | Nieuw-Zeeland | 0      |

| Winnaar President's Cup 1976 |
| ---------------------------- |
|                              |
| Zuid-Korea 4e titel          |

| Winnaar President's Cup 1976 |
| ---------------------------- |
|                              |
| São Paulo (–23) 1e titel     |